# Kensuke Nagai
Kensuke Nagai (永井 謙佑?, Nagai Kensuke; Fukuyama, 5 marzo 1989) è un calciatore giapponese, attaccante del Nagoya Grampus.

## Biografia
All'età di 3 anni ha lasciato il Giappone per trasferirsi in Brasile con la famiglia, per via degli impegni lavorativi del padre, Kensuke sotto l'influenza del fratello maggiore ha inizia a praticare il calcio in territorio brasiliano. Torna in Giappone all'età di otto anni, in seguito si iscrive al liceo Kyushu nella prefettura di Fukuoka, e poi finite le scuole superiori è entrato nell'Università di Fukuoka. All'età di 22 si sposa con Ayaka, dal loro matrimonio nascono due figli, un maschio e una femmina.

## Caratteristiche tecniche
È una punta centrale, ma può anche rivestire il ruolo di ala destra, ala sinistra o trequartista. Di piede destro, veloce e dotato di buona corsa riesce a prevalere sull'avversario nell'uno-contro-uno anche per merito del suo discreto controllo di palla, come finalizzatore riesce a segnare calciando dalla corta distanza, inoltre sa sfruttare bene l'uscita dai pali dell'estremo difensore avversario per la buona riuscita delle azioni da gol, rendendosi utile nel gioco offensivo anche con i suoi assist.

## Carriera

### Club

#### Avispa Fukuoka e Vissel Kobe
Kensuke Nagai ha iniziato a praticare il calcio già dalla tenera età, infatti a tre anni si trasferì in Brasile a Ipatinga dove iniziò ad appassionarsi e a giocare a calcio, dopo cinque anni tornò in Giappone e continuò a giocare a calcio alle elementari e alle medie, successivamente si iscrisse alla Fukuoka University giocando per la squadra di calcio dell'istituto prendendo parte alla Coppa dell'Imperatore nel 2009 segnando il gol del 3-2 battendo il Mito HollyHock, club professionistico della J2 League. Sempre nel 2009 inizierà a giocare nella seconda divisione del calcio giapponese, con l'Avispa Fukuoka ed esordisce nella sconfitta per 1-0 contro il FC Gifu. Giocherà solo cinque partite con la squadra, nel 2010 entrerà nella squadra del Vissel Kobe in J1 League, in prima divisione, esordisce nella sconfitta per 2-1 contro il Sanfrecce Hiroshima, giocando solo tre partite.

#### Nagoya Grampus e Standard Liège
Nel 2011 inizierà a giocare per il Nagoya Grampus segnando il suo primo gol come calciatore professionista con la rete del 2-1 vincendo contro il Júbilo Iwata. Nell'edizione 2011 della Coppa del Giappone segnerà una doppietta vincendo per 5-3 ai danni dell'Albirex Niigata. Il 21 gennaio 2011 durante la partita della Coppa dell'Imperatore contro il Kashiwa Reysol segnerà una doppietta e la partita si concluderà con un pareggio per 3-3, ai rigori sarà il Nagoya Grampus a vincere per 9-8 e sebbene Nagai non sia stato capace di segnare dal dischetto ciò non ha pregiudicato la vittoria. Segnerà per ben due volte giocando contro il FC Seoul alla AFC Champions League prima nel pareggio per 1-1 e poi nella vittoria per 2-1. Nel 2013 ha giocato nel club belga dello Standard Liège con un totale di sole otto partite. Con il Nagoya Grampus ha detenuto un record personale nell'edizione 2014 di 12 reti. Il 1 ottobre 2016 segnerà l'ultima rete per la squadra nella vittoria per 5-0 contro l'Avispa Fukuoka mettendo a segno una tripletta

#### FC Tokyo
A partire dal 2017 giocherà con la maglia del FC Tokyo segnando la sua prima rete nell'edizione 2017 della Coppa del Giappone con il gol del 1-0 che deciderà la vittoria contro il Consadole Sapporo. La squadra vincerà l'edizione 2020 della Coppa del Giappone battendo in finale il Kashiwa Reysol, Nagai sarà fondamentale per il risultato avendo fornito a Adaílton l'assist con cui quest'ultimo ha segnato la rete del 2-1.

#### Ritorno al Nagoya Grampus
Nel 2022 ritorna a giocare con il Nagoya Grampus, nella Coppa J. League segna una rete battendo per 3-1 lo Yokohama FC, mentre nella finale contro l'Albirex Niigata realizza una doppietta, il match si conclude per 3-3 e il Nagoya Grampus vince per 5-4 ai calci di rigore.

#### Nazionale
Ottiene la convocazione per la Nazionale Under-19 nel 2008 segnando una rete nella vittoria contro lo Yemen per 5-0 e una tripletta bettendo per 4-2 l'Iran. Nel 2009 gioca all'Universiade dove segna il gol del 2-1 battendo la Francia, e sarà autore di una tripletta prima battendo per 4-1 il Brasile e poi per 5-0 la Thailandia.
Prenderà parte all'edizione 2010 dei Giochi asiatici con il Giappone Under-23 dove vincerà l'oro, superando il girone come prima classificata e Nagai segnerà un gol sia nella vittoria per 3-0 contro la Cina che in quella per 2-0 contro la Malaysia, agli ottavi di finale segnerà una doppietta vincendo per 5-0 contro l'India infine sarà autore in semifinale del gol del 2-1 battendo l'Iran.
Gioca per la prima volta con la nazionale maggiore il 6 gennaio 2010 nell'amichevole vinta contro lo Yemen per 3-2. Viene convocato in Nazionale Olimpica ai Giochi di Londra segnando due gol a porta vuota: il primo permetterà di vincere di misura per 1-0 contro il Marocco, e il secondo aprirà le marcature nella vittoria per 3-0 ai danni dell'Egitto.
Segnerà per la prima volta con la nazionale maggiore battendo per 2-0 l'El Salvador segnando una doppietta, e sarà autore di un'altra rete con un gol di testa battendo per 6-0 la Mongolia.

## Statistiche

### Cronologia presenze e reti in nazionale
| Cronologia completa delle presenze e delle reti in nazionale ― Giappone | Cronologia completa delle presenze e delle reti in nazionale ― Giappone | Cronologia completa delle presenze e delle reti in nazionale ― Giappone | Cronologia completa delle presenze e delle reti in nazionale ― Giappone | Cronologia completa delle presenze e delle reti in nazionale ― Giappone | Cronologia completa delle presenze e delle reti in nazionale ― Giappone | Cronologia completa delle presenze e delle reti in nazionale ― Giappone | Cronologia completa delle presenze e delle reti in nazionale ― Giappone |
| Data                                                                    | Città                                                                   | In casa                                                                 | Risultato                                                               | Ospiti                                                                  | Competizione                                                            | Reti                                                                    | Note                                                                    |
| ----------------------------------------------------------------------- | ----------------------------------------------------------------------- | ----------------------------------------------------------------------- | ----------------------------------------------------------------------- | ----------------------------------------------------------------------- | ----------------------------------------------------------------------- | ----------------------------------------------------------------------- | ----------------------------------------------------------------------- |
| 6-1-2010                                                                | Sana'a                                                                  | Yemen                                                                   | 2 – 3                                                                   | Giappone                                                                | Qual. Coppa d'Asia 2011                                                 | -                                                                       | 85’                                                                     |
| 27-3-2015                                                               | Oita                                                                    | Giappone                                                                | 2 – 0                                                                   | Tunisia                                                                 | Amichevole                                                              | -                                                                       | 60’                                                                     |
| 11-6-2015                                                               | Yokohama                                                                | Giappone                                                                | 4 – 0                                                                   | Iraq                                                                    | Amichevole                                                              | -                                                                       | 67’                                                                     |
| 2-8-2015                                                                | Wuhan                                                                   | Corea del Nord                                                          | 2 – 1                                                                   | Giappone                                                                | Coppa dell'Asia orientale 2015                                          | -                                                                       | 84’                                                                     |
| 5-8-2015                                                                | Wuhan                                                                   | Giappone                                                                | 1 – 1                                                                   | Corea del Sud                                                           | Coppa dell'Asia orientale 2015                                          | -                                                                       | 70’                                                                     |
| 9-8-2015                                                                | Wuhan                                                                   | Cina                                                                    | 1 – 1                                                                   | Giappone                                                                | Coppa dell'Asia orientale 2015                                          | -                                                                       | 84’                                                                     |
| 9-6-2019                                                                | Rifu                                                                    | Giappone                                                                | 2 – 0                                                                   | El Salvador                                                             | Amichevole                                                              | 2                                                                       | 59’                                                                     |
| 5-9-2019                                                                | Kashima                                                                 | Giappone                                                                | 2 – 0                                                                   | Paraguay                                                                | Amichevole                                                              | -                                                                       | 67’                                                                     |
| 10-10-2019                                                              | Saitama                                                                 | Giappone                                                                | 6 – 0                                                                   | Mongolia                                                                | Qual. Mondiali 2022                                                     | 1                                                                       | 70’                                                                     |
| 15-10-2019                                                              | Dushanbe                                                                | Tagikistan                                                              | 0 – 3                                                                   | Giappone                                                                | Qual. Mondiali 2022                                                     | -                                                                       | 80’                                                                     |
| 14-11-2019                                                              | Biškek                                                                  | Kirghizistan                                                            | 0 – 2                                                                   | Giappone                                                                | Qual. Mondiali 2022                                                     | -                                                                       | 87’                                                                     |
| 19-11-2019                                                              | Suita                                                                   | Giappone                                                                | 1 – 4                                                                   | Venezuela                                                               | Amichevole                                                              | -                                                                       | 65’                                                                     |
| Totale                                                                  |                                                                         | Presenze                                                                | 12                                                                      |                                                                         | Reti                                                                    | 3                                                                       |                                                                         |

| Cronologia completa delle presenze e delle reti in nazionale ― Giappone Olimpica | Cronologia completa delle presenze e delle reti in nazionale ― Giappone Olimpica | Cronologia completa delle presenze e delle reti in nazionale ― Giappone Olimpica | Cronologia completa delle presenze e delle reti in nazionale ― Giappone Olimpica | Cronologia completa delle presenze e delle reti in nazionale ― Giappone Olimpica | Cronologia completa delle presenze e delle reti in nazionale ― Giappone Olimpica | Cronologia completa delle presenze e delle reti in nazionale ― Giappone Olimpica | Cronologia completa delle presenze e delle reti in nazionale ― Giappone Olimpica |
| Data                                                                             | Città                                                                            | In casa                                                                          | Risultato                                                                        | Ospiti                                                                           | Competizione                                                                     | Reti                                                                             | Note                                                                             |
| -------------------------------------------------------------------------------- | -------------------------------------------------------------------------------- | -------------------------------------------------------------------------------- | -------------------------------------------------------------------------------- | -------------------------------------------------------------------------------- | -------------------------------------------------------------------------------- | -------------------------------------------------------------------------------- | -------------------------------------------------------------------------------- |
| 26-7-2012                                                                        | Glasgow                                                                          | Spagna                                                                           | 0 – 1                                                                            | Giappone                                                                         | Olimpiadi 2012 - 1º turno                                                        | -                                                                                |                                                                                  |
| 29-7-2012                                                                        | Newcastle                                                                        | Giappone                                                                         | 1 – 0                                                                            | Marocco                                                                          | Olimpiadi 2012 - 1º turno                                                        | 1                                                                                |                                                                                  |
| 1-8-2012                                                                         | Coventry                                                                         | Giappone                                                                         | 0 – 0                                                                            | Honduras                                                                         | Olimpiadi 2012 - 1º turno                                                        | -                                                                                | 81’                                                                              |
| 4-8-2012                                                                         | Manchester                                                                       | Giappone                                                                         | 3 – 0                                                                            | Egitto                                                                           | Olimpiadi 2012 - Quarti di finale                                                | 1                                                                                | 19’                                                                              |
| 7-8-2012                                                                         | Londra                                                                           | Messico                                                                          | 3 – 1                                                                            | Giappone                                                                         | Olimpiadi 2012 - Semifinale                                                      | -                                                                                |                                                                                  |
| 10-8-2012                                                                        | Cardiff                                                                          | Corea del Sud                                                                    | 2 – 0                                                                            | Giappone                                                                         | Olimpiadi 2012 - Finale 3º posto                                                 | -                                                                                | 71’                                                                              |
| Totale                                                                           |                                                                                  | Presenze                                                                         | 6                                                                                |                                                                                  | Reti                                                                             | 2                                                                                |                                                                                  |

## Palmarès

### Club
- Supercoppa del Giappone: 1

Nagoya Grampus: 2011
- Coppa J. League: 1

FC Tokyo: 2020
Nagoya Grampus 2024

### Nazionale
- Universiadi:   1

Belgrado 2009
- Giochi asiatici: 1

2010

### Individuale
- Squadra del campionato giapponese: 1

2019